# Bureaucratie

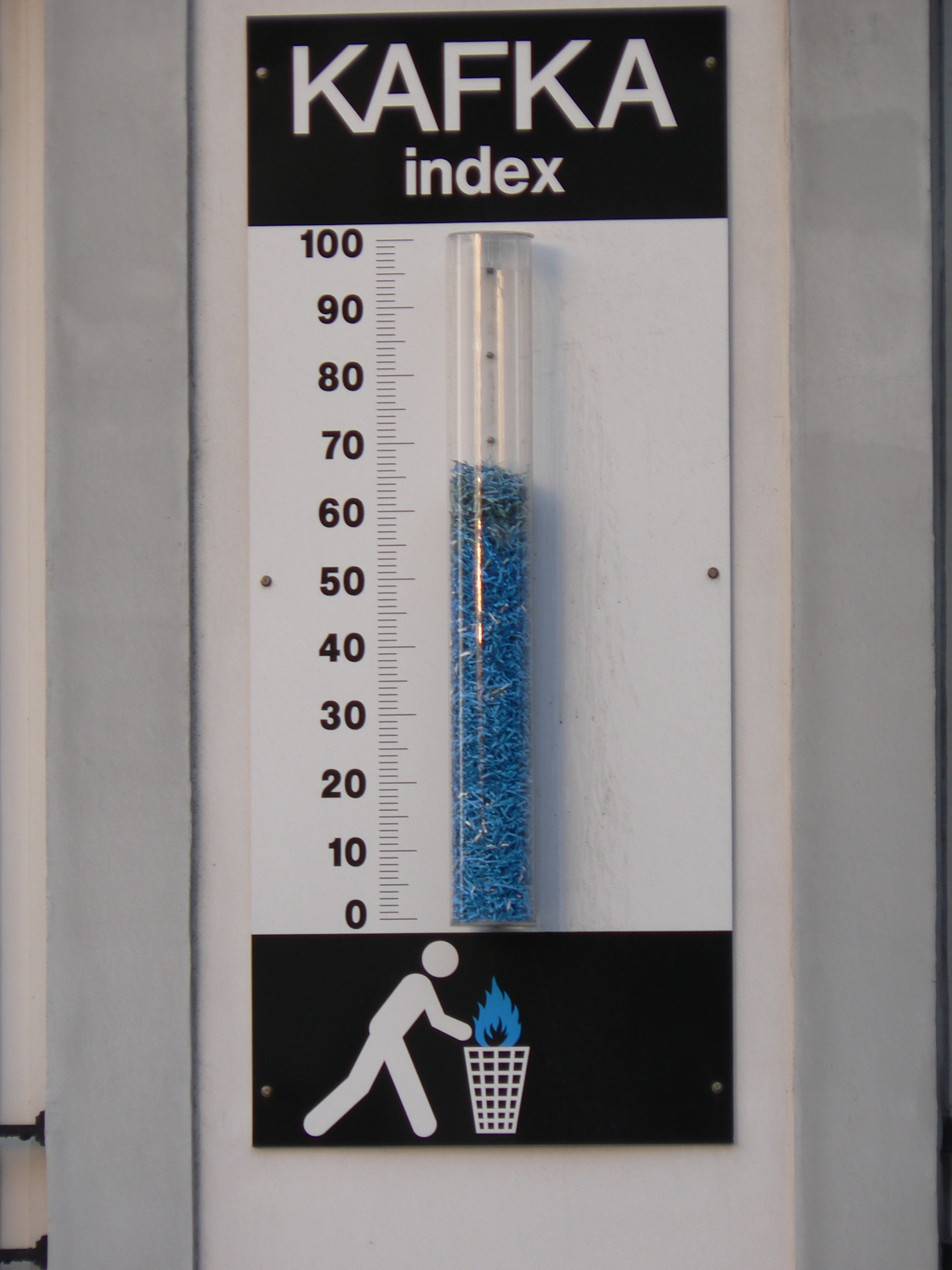
De Kafka-index geeft aan hoeveel procent van de vooropgestelde doelstellingen voor administratieve vereenvoudiging bij de Belgische federale overheidsdiensten bereikt werden.

Bureaucratie is een organisatiestructuur van een overheid of een bedrijf, die wordt gekenmerkt door aan regels onderhevige procedures, spreiding van verantwoordelijkheden, hiërarchie, en onpersoonlijke relaties. Bureaucratisering binnen de overheid is sterk verbonden met rationeel-legaal gezag en zorgt, samen met centralisatie en juridisering, voor een verdichting van de afhankelijkheidsbetrekkingen binnen een staatsverband.

## Weber
De Duitse socioloog Max Weber heeft dit verschijnsel uitgebreid beschreven in zijn boek Gezag en bureaucratie, en in zijn voordracht Politiek als beroep. Hij zag de bureaucratische bestuursvorm als superieur ten opzichte van oudere, traditionele bestuursstructuren. Bureaucratieën zijn immers rationeel en efficiënt, en iedereen wordt op gelijke wijze behandeld. Familie en vrienden worden idealiter niet voorgetrokken. Ook taakverdeling binnen de overheid staat centraal in het Weberiaanse concept 'bureaucratie'. Elke overheidsdienst zorgt voor één stukje van de bestuursketen, waarbij de taakverdeling duidelijk is beschreven.
Een ander pluspunt was voor Weber de scheiding tussen politiek en ambtenarij. Ambtenaren zijn volgens Weber trouw en objectief. Politieke besluitvormers nemen beslissingen, en de ambtenarij voert deze vervolgens uit, volgens het 'primaat van de politiek'. Hoewel deze visie waardevol is, is ze natuurlijk niet de absolute waarheid. De manier waarop men een opdracht moet uitvoeren is immers ook waardegebonden. Men kan een weg door een bos trekken, dat is de goedkoopste manier, maar men kan de weg ook rond het bos leggen, dat is de ecologische manier.
Desondanks zag Weber ook de gevaren. Een bureaucratie is een onpersoonlijke machine waarin de individuele vrijheid van ambtenaren verloren gaat. Ook konden bureaucraten te veel macht krijgen, die niet door de politiek verantwoordelijken gecontroleerd zou worden.

## Expansie
In de loop van de negentiende en twintigste eeuw is de staatsbureaucratie sterk toegenomen. Waar aanvankelijk soms sprake was van een nachtwakersstaat, nam de overheid steeds meer taken op zich, in sommige landen uitmondend in een verzorgingsstaat. In veel westerse landen is de overheid sterk betrokken bij gezondheidszorg, arbeid, armenzorg, huisvesting, onderwijs en cultuur, vaak vanuit het idee van een maakbare samenleving. De overheidsuitgaven zijn dan ook in veel landen sterk gestegen ten opzichte van het bruto nationaal product. Vanaf de jaren 1980 is vanwege de economische problemen geprobeerd om dit proces in te tomen.

## Kritiek
Tegenwoordig wordt de term 'bureaucratie' veelal afkeurend gebruikt, wanneer er naar de mening van de gebruiker te veel regels of procedures zijn of men te onpersoonlijk behandeld wordt. Mensen ervaren een overdreven papiermolen en krijgen het gevoel van het kastje naar de muur gestuurd te worden. Volgens velen zou een afgeslankte overheid, met een flinke afname van het aantal ambtenaren, veel efficiënter werken.
In dit verband is het dan ook beter om van bureaucratisme te spreken. Onder bureaucratisme verstaat men de ontaarding van de bureaucratie. Dit is het geval wanneer de bureaucratisering van een organisatie tot in het extreme wordt doorgevoerd, waarbij een scherp doorgevoerde taakverdeling, strakke hiërarchische lijnen en sterk geobjectiveerde competentie-criteria centraal staan. Dit kan dan gemakkelijk leiden tot formalisme, paperasserie en een bijna dwangmatig gelijke behandeling van ongelijke gevallen.